# Xtext
En génie logiciel, Xtext est un outil libre pour décrire des langages de programmation et des langages dédiés.
L'outil est développé au sein du projet Eclipse dans le cadre du Eclipse Modeling Framework et est distribuée sous la licence Eclipse Public License.